# Jovenel Moïse
Jovenel Moïse (Trou-du-Nord, Haití, 26 de juny de 1968 - Pétion-Ville, Haití, 7 de juliol de 2021) va ser un empresari i polític haitià i president d'Haití. Va tenir el càrrec entre el febrer de 2017 —després que els resultats finals el mostressin guanyador en les eleccions de novembre del 2016— i el 7 de juliol de 2021, data en la qual va ser assassinat en un atac a la seva residència.

## Biografia
Estudià ciències de l'educació a la Universitat de Quisqueya, a la capital Port-au-Prince, considerada com el millor centre acadèmic privat d'Haití. El 1996, després de casar-se amb una companya d'estudis, Martine Casa Etienne Joseph, Moïse va deixar Port-au-Prince. Es va instal·lar amb la seva dona a Port-de-Paix, ciutat costanera de nord, on va obrir el seu primer negoci, un establiment de venda d'articles per a vehicles. Poc després adquirí una plantació bananera al Departament de Nord-Oest, i més tard —el 2001— va invertir en la provisió de recursos hídrics a la regió.
La seva gestió d'una planta de distribució d'aigua potable li va familiaritzar amb les problemàtiques del desenvolupament de les comunitats locals, i en 2004 fou elegit president de la Cambra de Comerç i Indústria de Nord-Oest (CCINO). Al cap de poc temps fou noment per al càrrec de secretari general de la Cambra de Comerç i Indústria d'Haití (CCIH), responsabilitat que li va permetre teixir una xarxa de contactes amb figures prominents de l'economia i la política del país. A banda de l'exportació de bananes, endegà projectes relacionats a la generació d'energia eòlica i energia solar, a més d'altres negocis relacionats amb l'agricultura.
La seva arribada a la política fou possible gràcies al suport de l'expresident haitià Michel Martelly (2011-2016) i el partit de centredreta Tet Kale (PHTK). Fou la primera vegada que Moïse ocupà un càrrec públic. El 2015 Moïse va ser designat candidat presidencial del partit, fundat per l'expresident Michel Martelly, que va deixar el comandament del seu país enmig de diverses denúncies de corrupció i acusacions dels seus adversaris polítics.
El 7 febrer 2017 assumí la Presidència de la República després d'haver guanyat les eleccions del 20 de novembre de 2016. Malgrat que el candidat del Tet Kale, la formació liberal afí a l'expresident (2011-2016) Michel Martelly, es va imposar en la primera volta al seu adversari de centre-esquerra Jude Célestin. Va ser una votació diverses vegades retardada, i va també ser la repetició de les inconcluses eleccions presidencials d'octubre de 2015. Les eleccions van acabar amb la victòria de Moïse sobre Célestin amb menys del 50% dels vots i va desencadenar les denúncies de frau dels aspirants de l'oposició, generant-se una crisi política que va fer necessari investir un cap d'Estat interí en la persona del cap del Senat, Jocelerme Privert.
El 7 de juliol de 2021, un escamot de 26 ex-militars colombians i dos estatunidencs va assassinar el president Jovenel Moïse a Pétion-Ville.